# Римский оперный театр
Римский оперный театр, или Римская опера (итал. Teatro dell’Opera di Roma) — основной оперный театр города Рима. Расположен в самом центре города на площади Беньямино Джильи. В тёплое время года представления также проводятся на фоне античных терм Каракаллы.

## История
Построен на средства предпринимателя Доменико Костанци, владевшего сетью гостиниц, по проекту архитектора Акилле Сфондрини. Открыт 27 ноября 1880 года оперой Россини «Семирамида» как театр Костанци (Teatro Costanzi). Здесь прошли мировые премьеры оперы «Тоска» Дж. Пуччини (1900), опер Масканьи «Сельская честь» (1890), «Ирис» (1898), «Маски» (1901) и других. 
С 1908 года театром владел миллионер Вальтер Мокки, но всеми делами фактически распоряжалась его жена Эмма Карелли. В 1926 году супруги продали театр городскому совету Рима, который частично перестроил его по проекту Марчелло Пьячентини. В 1928 году возобновил деятельность как Королевский оперный театр (Teatro Reale dell’Opera) в связи с тем, что представления часто посещала королевская семья Италии. 
С 1934 года театр возглавлял дирижёр Туллио Серафин, при котором представления стали часто проходить под открытым небом среди развалин терм Каракаллы. В 1946 году театр получил современное название, а в 1958 году был вновь частично перестроен по новому проекту Пьячентини. В послевоенный период для постановки опер привлекались ведущие режиссёры, включая Лукино Висконти. 
С 1965 по 1973 годы художественным руководителем был Бруно Бартолетти. Также с Римской оперой долгое время сотрудничал Риккардо Мути (с августа 2011 года — почётный пожизненный директор). Помимо всех великих итальянских певцов XX века, на сцене театра выступали в XIX веке выдающиеся певцы Дж. Беллинчони, Даркле, Котоньи, Р. Станьо, Э. Репетто-Тризолини.
В 2014 году на фоне многомесячных финансовых трудностей театр признал себя банкротом. В сентябре 2014 года Риккардо Мути отменил все запланированные спектакли в театре, назвав условия работы и атмосферу в коллективе неприемлемыми . В октябре 2014 года директор театра Карло Фуортес объявил о том, что штатные оркестр и хор театра до конца года будут расформированы и что впредь театр будет нанимать артистов только на условиях аутсорсинга.